# Arno Mauersberger
Arno Mauersberger (* 6. Juli 1897 in Leipzig; † 24. Oktober 1976 in Markkleeberg) war ein deutscher  Klassischer Philologe.

## Leben und Wirken
Arno Mauersberger war der zweite Sohn des Bürgerschullehrers Christian Friedrich Paul Mauersberger und dessen Ehefrau Selma geb. Härtel. Nach dem Besuch der vierten Bürgerschule Leipzig von 1904 bis 1908 setzte er seine schulische Ausbildung zunächst am Parallelzug der Thomasschule an der vierten Realschule Leipzig, von 1910 bis 1916 an der Thomasschule selbst fort. Im Anschluss leistete er von 1917 bis 1919 Kriegsdienst, bevor er von 1919 bis 1922 Klassische Philologie, Philosophie, Geschichte, Klassische Archäologie und Indogermanistik an der Universität Leipzig studierte. Dort wurde er mit der Arbeit Cyrenaica. Untersuchungen über das Verhältnis Aristipps in der Sokratik. Mit einer Sammlung der Fragmente der kyrenäischen Schule promoviert. Zugleich legte er das Staatsexamen ab, dem die Tätigkeit als Studienreferendar und -assessor an der Thomasschule von 1922 bis 1923 folgte.
Im Jahr 1923 wurde er Assistent am Philologischen Institut der Universität Leipzig unter Richard Heinze. Diese mit einer umfangreichen Lehrtätigkeit verbundene Anstellung hatte er bis 1930 inne. Während dieser Jahre heiratete er 1925 Anna Auguste Charlotte Thiele (1900–1980), eine Schwester der Schauspielerin Hertha Thiele. Aus der Verbindung stammt die Tochter Elfriede. 1929 zog die Familie nach Markkleeberg. Am Leipziger Königin-Carola-Gymnasium wurde er 1930 als Studienrat angestellt und behielt diese Stelle bis 1944. Zugleich übernahm Arno Mauersberger erste Arbeiten für das Polybios-Lexikon, ein Forschungsvorhaben, das als Bedeutungswörterbuch den Wortschatz der Historien des Polybios erschließen sollte.
Arno Mauersberger trat 1934 der SA und dem NS-Lehrerbund bei. Am 14. Juni 1937 beantragte er die Aufnahme in die NSDAP und wurde rückwirkend zum 1. Mai desselben Jahres aufgenommen (Mitgliedsnummer 4.945.686). Der SA gehörte er bis 1937 an, dem NS-Lehrerbund wie der NSDAP bis 1945. Als Philologe erlangte er während dieser Jahre mit seiner 1942 erschienenen Übersetzung der Germania des Tacitus Anerkennung.
Von 1944 bis 1945 war er als kommissarischer Leiter der Oberschule Zschopau tätig. Nach Ende des Zweiten Weltkriegs zunächst – wie die meisten Lehrer der Einrichtung – wegen seiner NSDAP-Mitgliedschaft entlassen, war er von Oktober 1945 bis Februar 1946 unter dem neuen Direktor Kurt Schumann vorübergehend als stellvertretender Leiter der Schule tätig. Im selben Jahr trat er in die CDU der DDR ein und beteiligte sich an der Gründung der Ortsgruppe Zschopau des Kulturbunds der DDR. Im Zeitraum von 1946 bis 1947 war er als Dozent für Philologie und Psychologie an der Volkshochschule Zschopau tätig. Von 1947 bis 1949 nahm er als wissenschaftlicher Mitarbeiter an der Sächsischen Akademie der Wissenschaften in Leipzig die Arbeit am Polybios-Lexikons wieder auf. Von 1949 bis 1962 war er Lehrbeauftragter für alte Sprachen an der Philosophischen Fakultät der Universität Leipzig und parallel dazu Leiter der Arbeitsgruppe „Polybios-Lexikon“ an der Kommission für griechisch-römische Altertumskunde der Deutschen Akademie der Wissenschaften zu Berlin, deren erste drei Lieferungen zwischen 1956 und 1966 erfolgten. Außerdem war er von 1956 bis 1967 stellvertretender Vorsitzender der Kommission für Naturschutz und Denkmalspflege Leipzig.
Nach seiner 1962 erfolgten Emeritierung und dem damit verbundenen Eintritt in den formellen Ruhestand wurde Arno Mauersberger zum nebenamtlichen Dozenten für Klassische Philologie an der Karl-Marx-Universität Leipzig ernannt. 1967 wurde er aus Anlass seines 70. Geburtstags und in Würdigung seiner Verdienste zum nebenamtlichen Professor für Klassische Philologie an der Karl-Marx-Universität Leipzig berufen. 1972 beendete er seine Arbeit am Polybios-Lexikon, die von Günter Glockmann fortgesetzt wurde (vierte Lieferung 1975).

## Veröffentlichungen

### Übersetzungen
| Verfasser            | Werk                                    | Ort       | Jahr |
| Horatius             | Kommentar Band I: Oden und Epoden       | Leipzig   | 1926 |
| Horatius             | Kommentar Band II: Satiren und Episteln | Leipzig   | 1926 |
| Cicero               | Catilinarische Reden                    | Berlin    | 1940 |
| Vergil               | Aeneis                                  | Frankfurt | 1940 |
| Xenophon/Aristoteles | Athen, Aufbau und Niedergang            | Leipzig   | 1941 |
| Cornelius Tacitus    | Germania                                | Leipzig   | 1942 |
| Platon               | Kallipolis                              | Frankfurt | 1943 |
| Platon               | Apologie und Kriton                     | Frankfurt | 1943 |
| Apuleius             | Amor und Psyche                         | Leipzig   | 1948 |
| Marc Aurel           | Selbstbetrachtungen                     | Leipzig   | 1949 |
| Platon               | Protagoras                              | Hamburg   | 1956 |
| Longos               | Daphnis und Chloë                       | Leipzig   | 1960 |

### Eigene Werke
- Cyrenaica. Neue Untersuchungen über die Stellung Aristipps in der Sokratik. Mit einer Sammlung der Fragmente der kyrenäischen Schule. Dissertation an der Universität Leipzig, Leipzig 1922.
- Hellas und Rom als Grundlage deutscher Jugendbildung im humanistischen Gymnasium der Gegenwart. Teubner, Leipzig 1932.
- Aus der Welt des Augustus. Diesterweg, Frankfurt am Main 1940.
- Polybios-Lexikon. Band 1, Lieferung 1 (α–γ). Akademie-Verlag, Berlin 1956.
- Polybios-Lexikon. Band 1, Lieferung 2 (d–ζ). Akademie-Verlag, Berlin 1961.
- Polybios-Lexikon. Band 1, Lieferung 3 (η–κ). Akademie-Verlag, Berlin 1966.